# Monika Piątkowska (polityk)
Monika Jadwiga Piątkowska z domu Komperda (ur. 18 sierpnia 1974 w Zakopanem) – polska prawniczka, urzędniczka państwowa i samorządowa oraz polityk, prezes Izby Zbożowo-Paszowej (2019–2025), senator XI kadencji (od 2025).

## Życiorys
Absolwentka Wydziału Prawa i Administracji Uniwersytetu Jagiellońskiego w Krakowie, ukończyła także studia podyplomowe z zakresu zarządzania i marketingu. W 2007 była stypendystką IVLP, międzynarodowego programu organizowanego przez Departament Stanu USA. W latach 2003–2012 zajmowała stanowisko dyrektorki Wydziału Strategii i Rozwoju Miasta w krakowskim magistracie, gdzie współtworzyła m.in. strategię rozwoju Krakowa oraz wieloletni plan inwestycyjny. Od 2009 odpowiadała za promocję Krakowa jako pełnomocniczka prezydenta ds. marki miasta. W 2012 rozpoczęła pracę w Ministerstwie Gospodarki, była dyrektorką departamentu komunikacji społecznej i rzeczniczką ministra. W kolejnych latach (2013–2015) była związana z Polską Agencją Informacji i Inwestycji Zagranicznych, gdzie koordynowała działania promocyjne oraz Program Promocji Gospodarczej Polski Wschodniej. W 2019 objęła stanowisko prezesa Izby Zbożowo-Paszowej, które zajmowała do 2025.
Bez powodzenia kandydowała z listy Sojuszu Lewicy Demokratycznej do sejmiku małopolskiego w 2010 oraz z listy Polskiego Stronnictwa Ludowego do Sejmu w 2011 i do Parlamentu Europejskiego w 2014. Działała później w Polsce 2050, z której odeszła w kwietniu 2023.
W wyborach uzupełniających z 16 marca 2025 została wybrana (w miejsce Bogdana Klicha) do Senatu XI kadencji z okręgu nr 33 jako kandydatka Koalicji Obywatelskiej, z poparciem również Koalicji Polskiej (PSL–Trzecia Droga), Lewicy i Socjaldemokracji Polskiej. Ślubowanie senatorskie złożyła 26 marca 2025. Wstąpiła później do Platformy Obywatelskiej.

## Wyniki wyborcze
| Wybory | Komitet wyborczy                   | Komitet wyborczy             | Organ                                        | Okręg       | Wynik           |
| ------ | ---------------------------------- | ---------------------------- | -------------------------------------------- | ----------- | --------------- |
| 2010   |                                    | Sojusz Lewicy Demokratycznej | Sejmik Województwa Małopolskiego IV kadencji | nr 2        | 7203 (4,58%)    |
| 2011   |                                    | Polskie Stronnictwo Ludowe   | Sejm VII kadencji                            | nr 13       | 3778 (0,75%)    |
| 2014   | Parlament Europejski VIII kadencji | Polskie Stronnictwo Ludowe   | nr 10                                        | 929 (0,10%) |                 |
| 2025   |                                    | Koalicja Obywatelska         | Senat XI kadencji                            | nr 33       | 25 022 (50,14%) |